# Wydział Nauk Historycznych i Pedagogicznych Uniwersytetu Wrocławskiego
Wydział Nauk Historycznych i Pedagogicznych Uniwersytetu Wrocławskiego (WNHiP UWr) – jeden z 12 wydziałów Uniwersytetu Wrocławskiego powstały w 1988 roku w wyniku reorganizacji Wydziału Filozoficzno-Historycznego i podzielenia go na wyżej wymieniony oraz Wydział Nauk Społecznych Uniwersytetu Wrocławskiego. Kształci studentów na ośmiu podstawowych kierunkach zaliczanych do nauk humanistycznych, na studiach stacjonarnych oraz niestacjonarnych.
Wydział Nauk Historycznych i Pedagogicznych jest jednostką interdyscyplinarną. W jego ramach znajduje się 6 instytutów oraz 2 katedry (etnologii i muzykologii). Aktualnie zatrudnionych jest 265 pracowników naukowo-dydaktycznych (z czego 24 na stanowisku profesora zwyczajnego, 35 na stanowisku profesora nadzwyczajnego i adiunkta ze stopniem doktora habilitowanego, 24 na stanowisku doktora habilitowanego, 182 na stanowisku doktora).
Liczna jest również grupa 106 adiunktów. Wydział współpracuje również z emerytowanymi profesorami, których autorytet wspiera zarówno proces dydaktyczny, jak i przede wszystkim wymianę międzynarodową.
Według stanu na 31 grudnia 2019 roku na Wydziale Nauk Historycznych i Pedagogicznych studiuje łącznie 3527 studentów (w tym 2568 na studiach dziennych, 959 na studiach zaocznych), co czyni pod względem liczby słuchaczy trzeci wydział uniwersytetu po Wydziale Filologicznym i Wydziale Prawa, Administracji i Ekonomii. Ponadto na wydziale kształci się 170 doktorantów, odbywających studia doktoranckie w ramach Szkoły Doktorskiej.

## Historia
Po przejęciu Wrocławia przez władze polskie utworzono Uniwersytet Wrocławski, w ramach którego działał od 1946 roku Wydział Humanistyczny. 5 lat później został podzielony na 2 jednostki naukowo-dydaktyczne: Wydział Filologiczny i Wydział Filozoficzno-Historyczny. Na Wydziale Filozoficzno-Historycznym studenci mogli pobierać naukę na takich kierunkach jak: historia, historia sztuki, prehistoria i etnologia, archeologia, filozofia, pedagogika.
W 1969 roku zreorganizowano strukturę wydziału, tworząc 2 Instytuty: Historyczny oraz Filozofii, Socjologii i Logiki. Utrzymano działalność dotychczasowych katedr: Pedagogiki, Psychologii, Historii Sztuki, Etnografii, Archeologii. W tym samym roku włączono Instytut Kulturoznawstwa w skład wydziału.
Ostatnia jak dotychczas reorganizacja Wydziału nastąpił w 1988 roku. Wydzielono wtedy Wydział Nauk Społecznych i utworzono nowy Wydział Nauk Historycznych i Pedagogicznych, w ramach którego aktualnie działają: Instytut Historyczny, Instytut Archeologii, Instytut Historii Sztuki, Instytut Kulturoznawstwa, Instytut Pedagogiki, Instytut Psychologii, Katedra Etnologii i Katedra Muzykologii. W latach 1999–2003 w jego ramach funkcjonowało Kolegium Nauczycielskie Pedagogiki.

## Władze Wydziału
Od roku akademickiego 2022/2023:
| Stanowisko                                                          | Imię i nazwisko               |
| ------------------------------------------------------------------- | ----------------------------- |
| Dziekan                                                             | dr hab. Paweł Klint           |
| Prodziekan ds. studenckich                                          | dr hab. Małgorzata Kowalczyk  |
| Prodziekan ds. dydaktyki niestacjonarnej i kontaktów z pracodawcami | prof. dr hab. Jarosław Syrnyk |
| Prodziekan ds. dydaktyki stacjonarnej i infrastruktury dydaktycznej | dr hab. Arkadiusz Urbanek     |

## Poczet dziekanów
1. prof. dr hab. Włodzimierz Wojciechowski (1988–1990)
2. prof. dr hab. Marek Czapliński (1990–1996)
3. prof. dr hab. Krzysztof Wachowski (1996–2002)
4. prof. dr hab. Bogdan Rok (2002–2008)
5. prof. dr hab. Elżbieta Kościk (2008–2016)
6. prof. dr hab. Przemysław Wiszewski (2016–2020)
7. dr hab. Artur Błażejewski (2020–2022)
8. dr hab. Paweł Klint (od 2022)

## Kierunki kształcenia
Wydział Nauk Historycznych i Pedagogicznych prowadzi następujące kierunki studiów:
- studia licencjackie (pierwszego stopnia), trwające 3 lata i kończące się uzyskaniem tytułu zawodowego licencjata:
  - archeologia (tryb dzienny)
  - dziedzictwo kultury materialnej – ochrona, promocja, gospodarowanie (tryb dzienny)
  - etnologia i antropologia kulturowa (tryb dzienny)
  - european cultures (tryb dzienny, w jęz. angielskim)
  - historia (tryb dzienny i zaoczny)
  - historia sztuki (tryb dzienny i zaoczny)
  - historia w przestrzeni publicznej (tryb dzienny)
  - kulturoznawstwo (tryb dzienny)
  - militarioznawstwo (tryb dzienny)
  - muzykologia (tryb dzienny)
  - pedagogika (tryb dzienny i zaoczny)
- studia magisterskie (drugiego stopnia) trwające 2 lata i kończące się uzyskaniem tytułu zawodowego magistra:
  - archeologia (tryb dzienny)
  - etnologia i antropologia kulturowa (tryb dzienny)
  - historia (tryb dzienny i zaoczny)
  - historia sztuki (tryb dzienny i zaoczny)
  - interdyscyplinarne studia europejskie (tryb dzienny)
  - kulturoznawstwo (tryb dzienny)
  - muzykologia (tryb dzienny)
  - pedagogika

Ponadto Wydział oferuje jednolite studia magisterskie, trwające 5 lat i kończące się zdobyciem tytułu zawodowego magistra na kierunkach:
- pedagogika przedszkolna i wczesnoszkolna (tryb dzienny i zaoczny)
- pedagogika specjalna (tryb dzienny i zaoczny)
- psychologia (tryb dzienny i zaoczny)

W roku akademickim 2020/2021 wydział prowadził nabór na następujące studia podyplomowe:
- dźwięk i audiosfera (prowadzone przez Instytut Muzykologii)
- psychodietetyka (prowadzone przez Instytut Psychologii)
- psychologia zarządzania (prowadzone przez Instytut Psychologii)
- psychologiczne wspomaganie rozwoju dzieci i młodzieży z trudnościami (prowadzone przez Instytut Psychologii)
- specjalista ds. zarządzania rehabilitacją (prowadzone przez Instytut Psychologii)

Wydział prowadzi dla absolwentów posiadających tytuł zawodowy magistra 4-letnią Szkołę Doktorską w ramach której można uzyskać stopień naukowy doktora. Do wyboru są następujące kolegia i dyscypliny naukowe:
- Kolegium Doktorskie Archeologii, Sztuki i Kultury: archeologia, nauki o sztuce, nauki o kulturze i religii
- Kolegium Doktorskie Historii: historia
- Kolegium Doktorskie Pedagogiki: pedagogika
- Kolegium Doktorskie Psychologii: psychologia

Wydział Nauk Humanistycznych i Pedagogicznych ma uprawnienia do nadawania następujących stopni naukowych:
- - doktora nauk humanistycznych w zakresie: archeologii, pedagogiki, psychologii, nauk o sztuce, kulturoznawstwa, historii i etnologii,
  - doktora habilitowanego w zakresie: archeologii, historii, pedagogiki, nauk o sztuce i psychologii.

## Struktura organizacyjna

### Instytut Archeologii
Dyrektor: prof. dr hab. Jerzy Piekalski
- Zakład Archeologii Epoki Kamienia
- Zakład Archeologii Pozaeuropejskiej
- Zakład Archeologii Epoki Brązu i Wczesnej Epoki Żelaza
- Zakład Archeologii Barbaricum i Prowincji Rzymskich
- Zakład Archeologii Wczesnego Średniowiecza
- Zakład Archeologii Historycznej
- Pracownia Archeometrii i Konserwacji Zabytków Archeologicznych Instytutu Archeologii
- Pracownia fotograficzna

### Instytut Historyczny
Dyrektor: dr hab. Filip Wolański
- Zakład Dydaktyki Historii i WOS
- Zakład Historii Europy Wschodniej
- Zakład Historii Gospodarczej, Demografii i Statystyki
- Zakład Historii Kultury Materialnej
- Zakład Historii Najnowszej
- Zakład Historii Polski i Powszechnej do końca XV w.
- Zakład Historii Polski i Powszechnej XVI–XVIII w.
- Zakład Historii Polski i Powszechnej XIX i XX w.
- Zakład Historii Starożytnej
- Zakład Historii Śląska
- Zakład Nauk Pomocniczych Historii i Archiwistyki
- Pracownia Bibliografii Historii Śląska
- Pracownia Atlasu Historycznego
- Pracownia Badań nad Dziejami Zakonów i Kongregacji Kościelnych
- Pracownia Badań nad Polską Emigracją w Niemczech po 1945 roku
- Pracownia Dziejów Kościołów i Mniejszości Narodowych
- Pracownia Badań nad Wczesnymi Dziejami Europy Środkowej
- Pracownia Dokumentacji Dziedzictwa Kulturowego
- Pracownia Edytorstwa Źródeł Historycznych
- Pracownia historii kultury staropolskiej i jej dziedzictwa

### Instytut Historii Sztuki
Dyrektor: dr hab. Romuald Kaczmarek
- Zakład Historii Sztuki Pradziejowej i Średniowiecznej
- Zakład Historii Sztuki Renesansu i Reformacji
- Zakład Historii Sztuki i Kultury Baroku
- Zakład Historii Sztuki Nowoczesnej
- Pracownia Dokumentacji Zabytków Sztuki
- Pracownia Badań nad Urbanistyką i Architekturą Nowoczesną

### Instytut Kulturoznawstwa
Dyrektor: dr hab. Dorota Koczanowicz
- Zakład Teorii i Krytyki Kultury
- Zakład Badań Praktyk Kulturowych
- Zakład Globalizacji i Komunikacji
- Laboratorium Humanistyki Współczesnej
- Pracownia Badań Pejzażu Dźwiękowego
- Pracownia Studiów Globalnych
- Pracownia Badań nad Światem Przeżywanym

### Instytut Muzykologii
Dyrektor: prof. dr hab. Remigiusz Pośpiech
- Zakład Muzykologii Historycznej
- Zakład Muzykologii Systematycznej
- Zakład Antropologii Muzycznej

### Instytut Pedagogiki
Dyrektor: dr hab. Alicja Szerląg
- Zakład Edukacji Dorosłych i Studiów Kulturowych
- Zakład Edukacji Osób z Niepełnosprawnością
- Zakład Historii Edukacji
- Zakład Pedagogiki Mediów
- Zakład Pedagogiki Ogólnej
- Zakład Edukacji Międzykulturowej i Badań nad Wsparciem Społecznym
- Zakład Pedagogiki Wczesnoszkolnej i Przedszkolnej
- Zakład Poradoznawstwa
- Zakład Profilaktyki i Resocjalizacji

### Instytut Psychologii
Dyrektor: dr Tomasz Frąckowiak
- Zakład Psychologii Twórczości
- Zakład Eksperymentalnej Psychologii Społecznej
- Zakład Psychologii Edukacji i Wychowania
- Zakład Psychologii Klinicznej i Zdrowia
- Zakład Psychologii Ogólnej
- Zakład Psychologii Osobowości
- Zakład Psychologii Różnic Indywidualnych
- Zakład Psychologii Rozwoju
- Zakład Psychologii Zarządzania
- Zakład Psychologii Żywienia
- Pracownia HR
- Pracownia Badań nad Mediami Społecznościowymi
- Pracownia Badań Nad Węchem I Smakiem
- Pracownia Metod Badań Psychologicznych
- Pracownia Konsultacji i Poradnictwa Psychologicznego
- Laboratorium – Grupa badająca społeczności tradycyjne

### Instytut Etnologii i Antropologii Kulturowej
Dyrektor: dr hab. Monika Baer

## Galeria

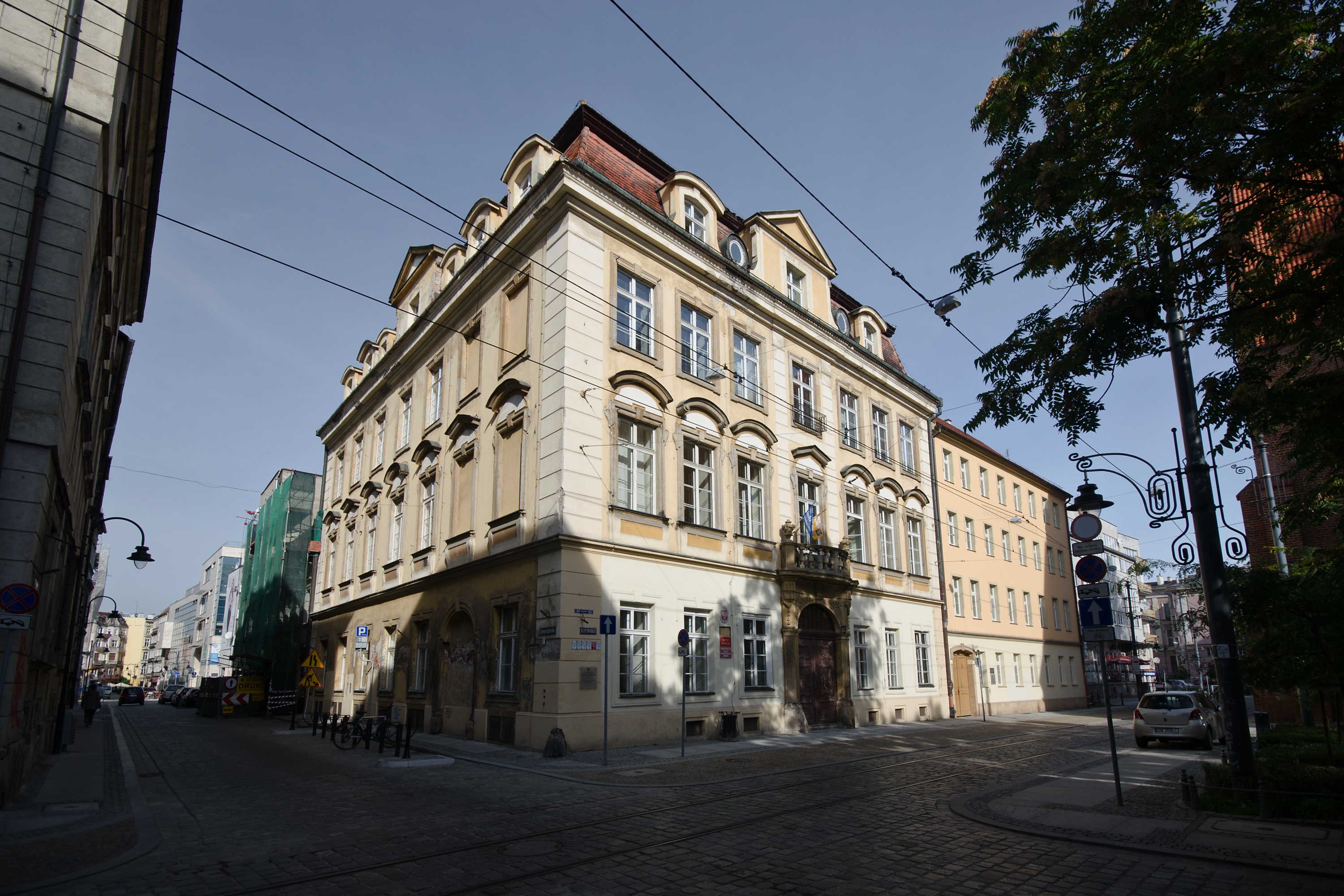
Siedziba Instytutu Archeologii UWr w byłym pałacu Hornesów przy ul. Szewskiej 48
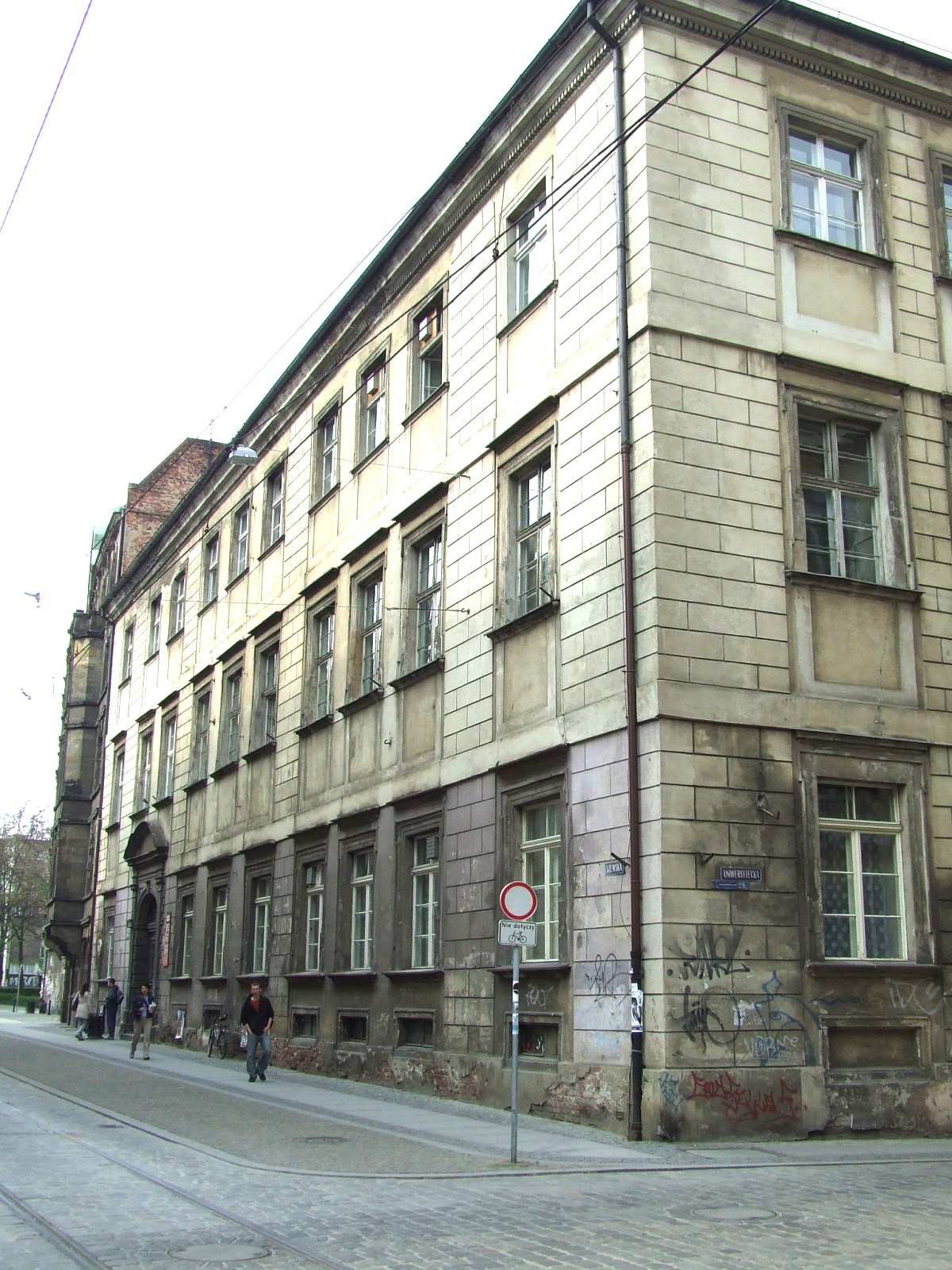
Siedziba Instytutu Historycznego UWr w dawnym Pałacu Książąt Legnicko-Brzeskich przy ul. Szewskiej 49
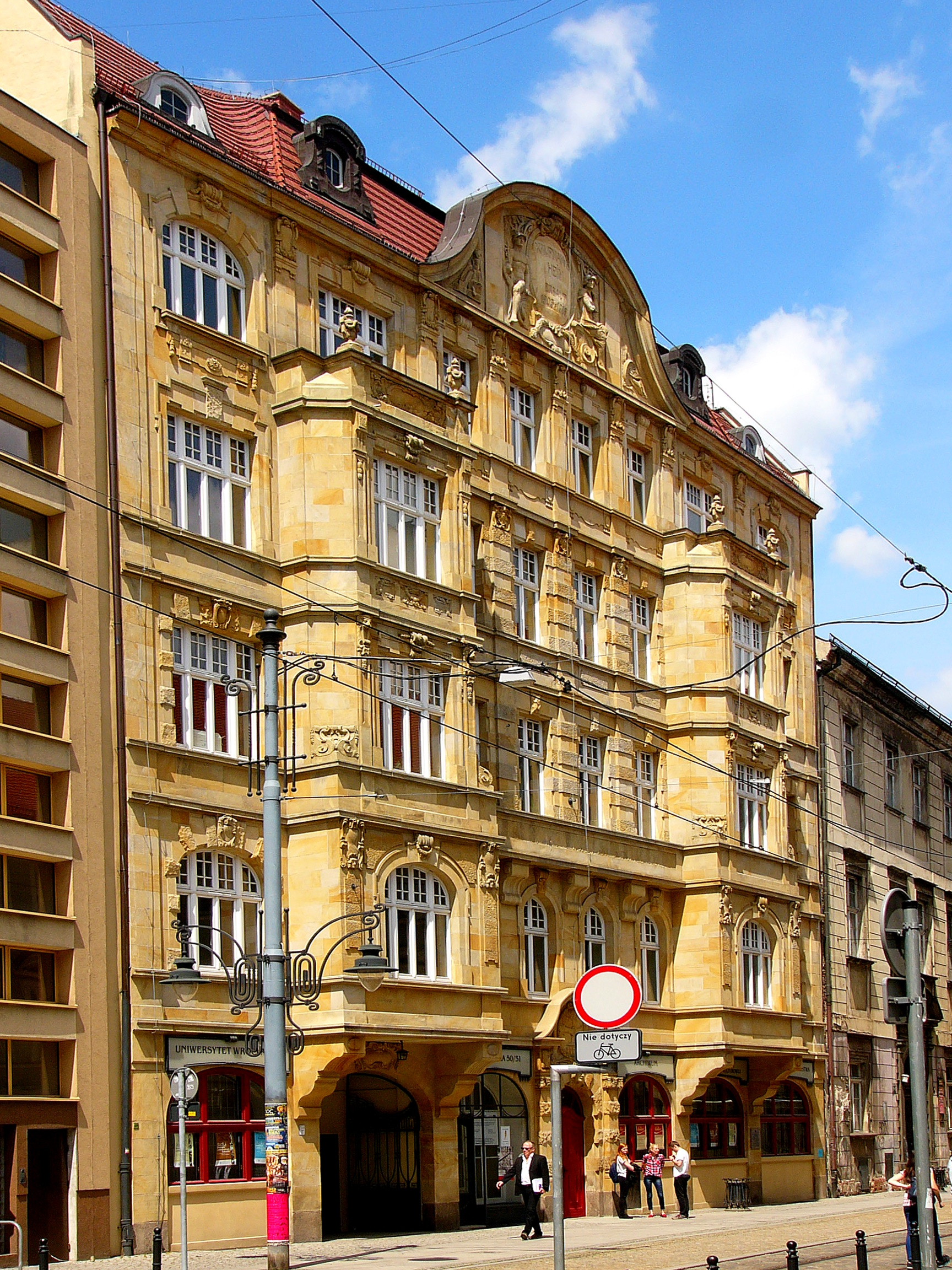
Instytut Kulturoznawstwa UWr
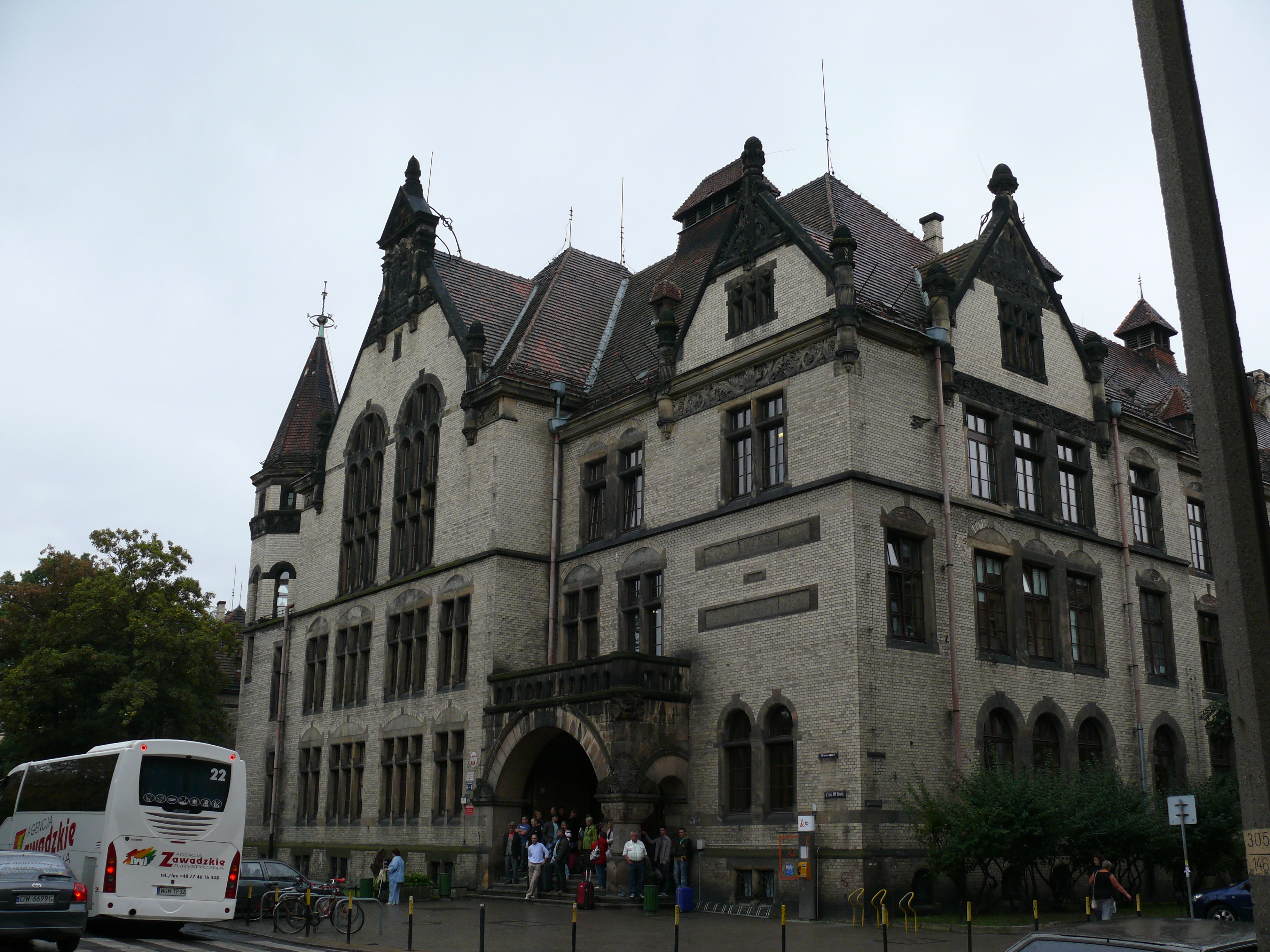
Jeden z budynków Instytutu Pedagogiki UWr przy ul. Dawida 1 we Wrocławiu
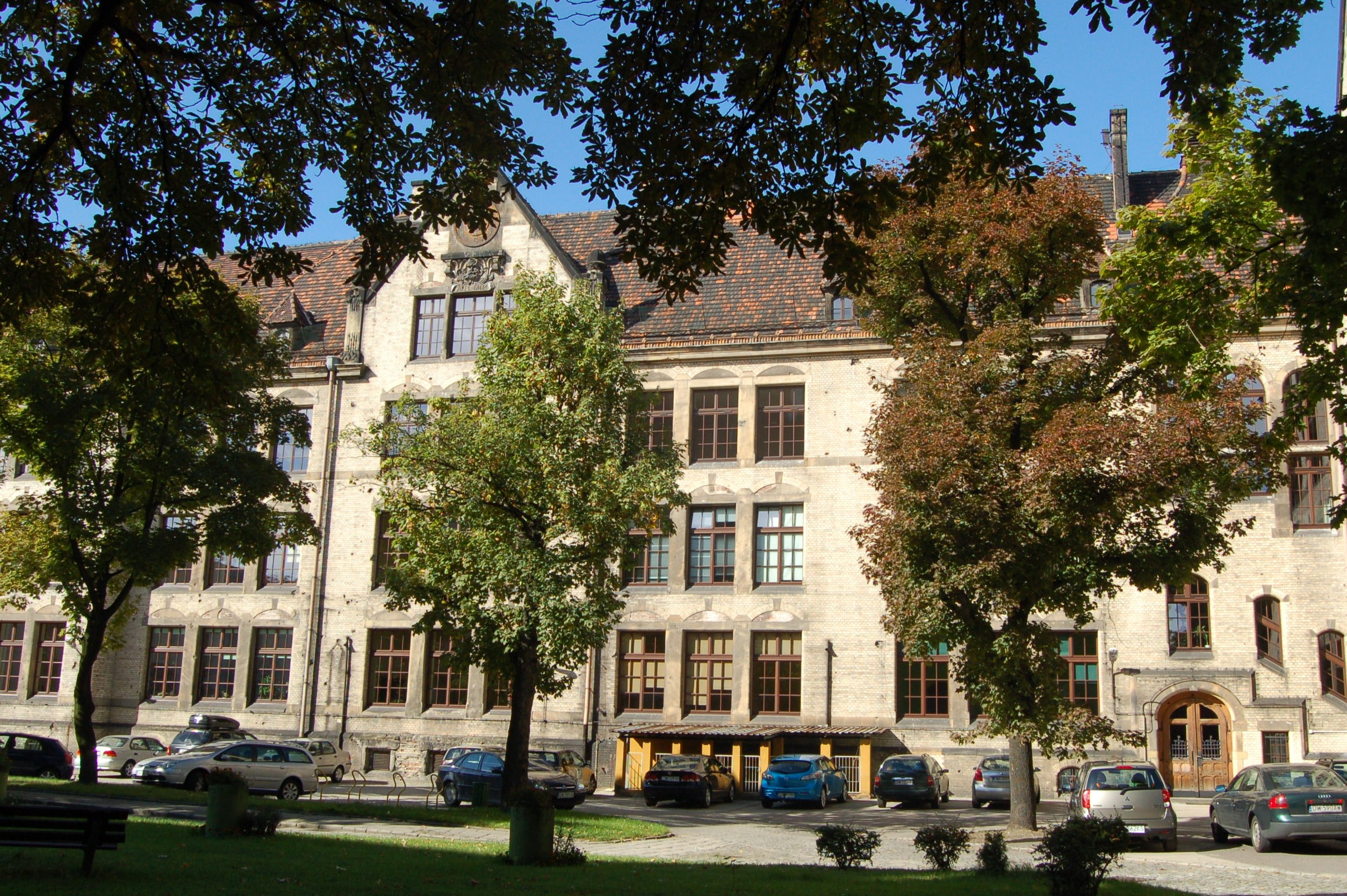
Jeden z budynków Instytutu Psychologii przy ul. Dawida 1